# Sphaerostephanos caulescens
Sphaerostephanos caulescens är en kärrbräkenväxtart som beskrevs av Holtt. Sphaerostephanos caulescens ingår i släktet Sphaerostephanos och familjen Thelypteridaceae. Inga underarter finns listade.